# Oberberg (Gemeinde Iselsberg-Stronach)
Oberberg ist ein Ort im Osttiroler Drautal, und gehört zur Gemeinde Iselsberg-Stronach im Bezirk Lienz, Tirol.

## Geographie
Die zerstreuten Häuser liegen oberhalb des Lienzer Talbodens, noch oberhalb der Orte Iselsberg und Obergöriach, auf um die 1300 m ü. A., am Südrücken des Strasskopf (2401 m ü. A., Schobergruppe). Westlich fällt es in das Debanttal ab, östlich geht es zum Iselsbergpass, der in das Kärntner Mölltal führt.
Der Streuort umfasst die Ortslagen um Gasthof Schöne Aussicht und Plautz, um Reiter  sowie um Gasthof Moserhof unterhalb. Erstere sind von der Großglockner Straße (B 107) am Anstieg zum Iselsbergpass, die anderen jeweils vom Ort Iselberg erreichbar.
Iselsberg-Stronach gehört zu den Nationalparkgemeinden Hohe Tauern.
Nachbarorte
|                                                |                                             | Penzelberg (Gem. Winklern, Bez. Spittal a. d. D., Ktn.) |
| Nußdorfer Berg Debanttal (Gem. Nußdorf-Debant) | Kompassrose, die auf Nachbargemeinden zeigt | Paß Iselsberg                                           |
| Obergöriach (Gem. Dölsach)                     | Iselsberg                                   |                                                         |

## Tourismus
Der Ort liegt am Kärntner Grenzwanderweg (KGW), der hier einerseits zum Iselsbergpass und nach Penzelberg, und andererseits über Pließ/Geiersbichl zum Strasskopf und in das Nationalparkgebiet der Lienzer Dolomiten führt. Vom Tal führen zahlreiche Wege herauf, außerdem geht ein Weg hinunter ins Debanttal.